# William Lucking
William Lucking, noto anche con lo pseudonimo di Bill Lucking (Vicksburg, 17 giugno 1941 – Las Vegas, 18 ottobre 2021), è stato un attore statunitense, conosciuto per il ruolo di Piney Winston in Sons of Anarchy (2008-2011) e ruoli nel western I magnifici sette cavalcano ancora (1972) e Il tesoro dell'Amazzonia (2003).

## Biografia
Lucking si laurea all'Università della California a Los Angeles e alla Pasadena Playhouse in letteratura e teatro. Nel 1986, con altri attori come Dana Elcar, fonda il Santa Paula Theater Center. Con lo stesso Dana Elcar, collabora come direttore artistico per cinque stagioni, producendo opere di Edward Albee (Storia dello zoo), di Harold Pinter (La serra), di George Bernard Shaw (Major Barbara), di Tennessee Williams (Camino Real), e di Robert Penn Warren (Tutti gli uomini del re). In televisione recitò nella parte del colonnello Lynch nella prima stagione della serie A-Team.
Oltre a vari ruoli cinematografici è apparso in diverse serie TV come Missione impossibile, La famiglia Partridge, Simon & Simon, Bonanza, Kung Fu, La squadriglia delle pecore nere, Gunsmoke, Agenzia Rockford, Una famiglia americana, L'incredibile Hulk, Supercar, Magnum, P.I., M*A*S*H, Hunter,  L'ispettore Tibbs, Ralph supermaxieroe, La signora in giallo, NYPD - New York Police Department, Star Trek: Deep Space Nine, JAG - Avvocati in divisa, Walker Texas Ranger, X-Files, E.R. - Medici in prima linea, Jarod il camaleonte, Profiler - Intuizioni mortali, West Wing - Tutti gli uomini del Presidente, Sons of Anarchy, Cold Case - Delitti irrisolti, I predatori dell'idolo d'oro, Star Trek: Enterprise e I ragazzi della prateria.
Lucking muore nella sua casa a Las Vegas, il 18 ottobre 2021 all'età di 80 anni.

## Vita privata
Lucking è stato sposato con Sigrid Insull Lucking dal 1996 fino alla morte. Dal matrimonio sono nate le figlie Marjet e Juliana.

## Filmografia parziale

### Cinema
- La donna dei centauri (Helle's Belles), regia di Maury Dexter (1969)
- Uomini selvaggi (Wild Rovers), regia di Blake Edwards (1971)
- L'idolo (The Todd Killings), regia di Barry Shear (1971)
- Harold e Maude (Harold and Maude), regia di Hal Ashby (non accreditato) (1971)
- I magnifici sette cavalcano ancora (The Magnificent Seven Ride!), regia di George McGowan (1972)
- I duri di Oklahoma (Oklahoma Crude), regia di Stanley Kramer (1973)
- The Crazy World of Julius Vrooder, regia di Arthur Hiller (1974)
- Doc Savage, l'uomo di bronzo (Doc Savage: The Man of Bronze), regia di Michael Anderson (1975)
- Birch Interval, regia di Delbert Mann (1976)
- La vendetta dell'uomo chiamato Cavallo (The Return of a Man Called Horse), regia di Irvin Kershner (1976)
- 10, regia di Blake Edwards (1979)
- La nona configurazione (The Ninth Configuration), regia di William Peter Blatty (1980)
- I giganti del West (The Mountain Men), regia di Richard Lang (1980)
- Un camion in salotto (Coast to Coast), regia di Joseph Sargent (1980)
- Stripes - Un plotone di svitati (Stripes), regia di Ivan Reitman (1981)
- Identità sepolta (False Identity), regia di James Keach (1990)
- Eroe per amore (Rescue Me), regia di Arthur Allan Seidelman (1992)
- Squadra investigativa speciale S.I.S. giustizia sommaria (Extreme Justice), regia di Mark L. Lester (1993)
- The River Wild - Il fiume della paura (The River Wild), regia di Curtis Hanson (1994)
- Effetto black out (The Trigger Effect), regia di David Koepp (1996)
- La moglie di un uomo ricco (The Rich Man's Wife), regia di Amy Holden Jones (non accreditato) (1996)
- Judas Kiss, regia di Sebastian Gutierrez (1998)
- L'inglese (The Limey), regia di Steven Soderbergh (1999)
- The Last Best Sunday, regia di Don Most (1999)
- Erin Brockovich - Forte come la verità (Erin Brokovich), regia di Steven Soderbergh (2000)
- K-PAX - Da un altro mondo (K-PAX), regia di Iain Softley (2001)
- Red Dragon, regia di Brett Ratner (2002)
- Il tesoro dell'Amazzonia (The Rundown), regia di Peter Berg (2003)
- Indian - La grande sfida (The World's Fastest Indian), regia di Roger Donaldson (2005)
- Slipstream - Nella mente oscura di H. (Slipstream), regia di Anthony Hopkins (2007)
- Contraband, regia di Baltasar Kormákur (2012)

### Televisione
- Lancer – serie TV, episodio 1x21 (1969)
- Il virginiano (The Virginian) – serie TV, episodio 8x22 (1970)
- Ai confini dell'Arizona (The High Chaparral) – serie TV, episodio 4x11 (1970)
- L'incredibile Hulk (The Incredible Hulk) – serie TV, episodi 2x03-4x04 (1978-1980)
- Il transatlantico della paura (The French Atlantic Affair), regia di Douglas Heyes – miniserie TV (1979)
- Captain America II: Death Too Soon, regia di Ivan Nagy – film TV (1979)
- La signora in giallo (Murder, She Wrote) – serie TV, 5 episodi (1986-1993)
- Ladykillers - Omicidio in abito da sera (Ladykillers), regia di Robert Michael Lewis – film TV (1988)
- Star Trek: Deep Space Nine – serie TV, episodi 3x24, 5x11 e 5x19 (1995-1997)
- X-Files (The X-Files) - serie TV, episodio 3x20 (1996)
- Cold Case - Delitti irrisolti (Cold Case) – serie TV, episodi 4x10 (2006)
- Sons of Anarchy – serie TV, 47 episodi (2008-2011)

## Doppiatori italiani
Nelle versioni in italiano delle opere in cui ha recitato, William Lucking è stato doppiato da:
- Bruno Alessandro in Night Stalker, Sons of Anarchy
- Luciano De Ambrosis in Red Dragon, Il tesoro dell'Amazzonia
- Franco Agostini ne I giganti del West
- Oreste Rizzini in Stripes - Un plotone di svitati
- Rino Bolognesi in La signora in giallo (ep. 2x14)
- Giorgio Bandiera in La signora in giallo (ep. 5x19)
- Alvise Battain in La signora in giallo (ep. 6x20)
- Saverio Moriones in La signora in giallo (ep. 8x06)
- Domenico Maugeri in Eroe per amore
- Guido Sagliocca in X-Files
- Diego Reggente in Star Trek: Deep Space Nine (ep. 3x24)
- Pierluigi Astore in Star Trek: Deep Space Nine (ep. 5x11, 5x19)
- Dario De Grassi in Millenium
- Luciano Roffi ne L'inglese
- Claudio Capone in Profiler - Intuizioni mortali
- Renato Mori in The Mentalist
- Claudio Parachinetto in Slipstream - Nella mente oscura di H.
- Fabrizio Temperini in Star Trek: Enterprise
- Rodolfo Bianchi in Contraband